# Блюменталь, Леонард фон
Карл Константин Альбрехт Леонард фон Блюменталь (нем. Karl Konstantin Albrecht Leonard Graf von Blumenthal; 1810—1900) — прусский генерал-фельдмаршал.

## Биография
Леонард фон Блюменталь родился 30 июля 1810 года в Шведте-на-Одере.
Образование получил в 1-м Потсдамском кадетском корпусе, из которого выпущен в 1827 году офицером в гвардейский стрелковый полк (позже полк был переименован в Гвардии стрелковый полк). В 1830—1833 годах прошёл курс наук в Берлинской военной академии Генерального штаба.
В 1835 году Блюменталь принимал участие в объединённых русско-прусских манёврах под Калишем. В 1837—1845 годах был адъютантом Кобленцского гвардейского батальона милиции и в 1844 году получил чин старшего лейтенанта.
Во время революционных событий 1848 года в Берлине Блюменталь командовал стрелковым батальоном 31-го пехотного полка и участвовал в уличных боях. Вскоре после наведения порядка он был причислен к Генеральному штабу и 1 января 1849 года произведён в капитаны. В качестве офицера Генерального штаба он состоял при Бонине и принимал участие в Шлезвигской войне.
В 1853 году Блюменталь был произведён в майоры и занял должность начальника штаба 8-й дивизии, а после того как в 1858 году получил чин подполковника, был назначен адъютантом принца Карла Фридриха. В 1860 году произведён в полковники и получил в командование 71-й пехотный полк.
Во время Датской войны 1863—1864 годов Блюменталь исполнял обязанности начальника штаба 1-го пехотного корпуса. За боевые отличия он в июне 1864 года был произведён в генерал-майоры и назначен командиром 7-й пехотной бригады. С апреля следующего года командовал 30-й пехотной бригадой.
Накануне начала кампании против Австрии в 1866 году Блюменталь вступил в должность начальника штаба 2-й армии. Блестяще проявил себя в сражении при Кёниггреце и в организации маршей и преследования австрийцев между Ольмюцем и Веной. В октябре 1866 года он был произведён в генерал-лейтенанты и назначен командиром 14-й дивизии.
Во время франко-прусской войны 1870—1871 годов Блюменталь был начальником штаба 3-й армии и разрабатывал планы осады Парижа и битвы при Седане. За отличие был награждён орденом Pour le Mérite. 27 декабря 1870 года российский император Александр II наградил Блюменталя орденом св. Георгия 4-й степени
В воздаяние отличной храбрости и военных подвигов, оказанных во время военных действий во Франции.
Сразу после войны он был избран почётным гражданином Дюссельдорфа. Примерно в то же время он был назначен командиром 4-го армейского корпуса и 22 марта 1873 года получил чин генерала от инфантерии.
В 1876 году Блюменталь состоял в свите российского императора Александра II во время его поездки в Берлин и был награждён орденом св. Александра Невского. В 1883 году сопровождал наследного принца в его поездке в Испанию и получил графский титул королевства Пруссии.
12 марта 1888 года Блюменталь был произведён в генерал-фельдмаршалы и вскоре назначен генерал-инспектором 4-й армии и начальником корпуса конной полиции. В 1892—1898 годах был генерал-инспектором 3-й армии.
Скончался 22 декабря 1900 года в своём имении Квеллендорф близ Кётена.
В его честь в Берлине названа улица Блюменталь-штрассе.